# Estació de la Défense
L'estació de la Défense és una estació de les línies de ferrocarril suburbanes del metro de París, l'RER i el Transilien. Està situada a sota de l'edifici de la Grande Arche a la Défense, el districte financer situat a l'oest de París. L'estació connecta la línia A de l'RER a l'estació de la línia 1 del metro La Défense - Grande Arche (des del 1992), el tramvia T2 (des del 1994) i una estació de l'SNCF (Transilien). També està unida a un gran centre comercial. Hi ha 25,62 milions d'entrades i sortides per any.